# Oncidium panduratum
Oncidium panduratum är en orkidéart som beskrevs av Robert Allen Rolfe. Oncidium panduratum ingår i släktet Oncidium och familjen orkidéer. Inga underarter finns listade i Catalogue of Life.